# Rákoskeresztúr
Rákoskeresztúr (németül Gerersdorf, szlovákul Kerestúr) egykor önálló település volt, jelenleg Budapest főváros XVII. kerületének központi része. Lakói röviden Keresztúrnak nevezik.

## Története

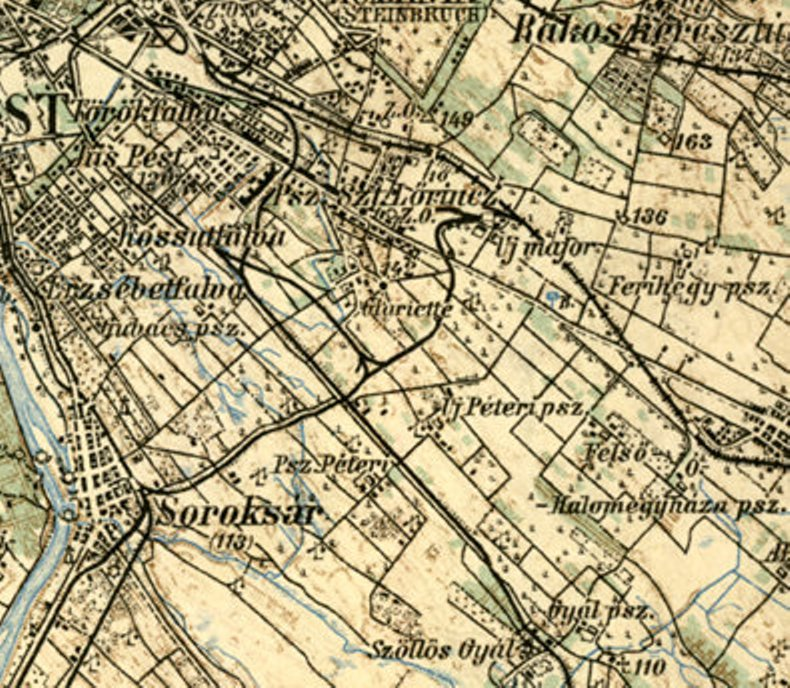
Rákoskeresztúr egy régi térképen

Már a honfoglalás környékén lakott volt a terület. Első írásos nyoma Pousarakusa (Pósarákosa) néven egy 1265-ben kelt oklevélben található, nevét első birtokosáról kapta. Az említett oklevélben a birtokot a felhévízi keresztesek kapták meg, akiknek itteni templomát (a szentély alapfalait) 1962-ben tárták fel. A középkori falu a török időkben teljesen elpusztult. 1725–1728-ban Aszód környéki szlovákokkal telepítették újjá. 1727-től már mint község szerepel, 1770-ben újabb telepesek, főleg svábok érkeztek a faluba. A terület a Podmaniczky család tulajdonában volt, ők építtették 1750 körül a mai Pesti út mentén található kastélyt is. Rákoskeresztúrról 1880-ban Rákoshegy, 1907-ben pedig Rákosliget is levált és önálló település lett.
Rákoskeresztúrt 1950. január 1-jével – számos főváros környéki településsel együtt – Budapesthez csatolták, és a Rákoscsabát, Rákoshegyet és Rákosligetet is magába foglaló XVII. kerület központja lett. A városiasodás az 1970-es évek elejének nagy panelépítési programjaival indult. Az addig falusias, a városközponttól távoli Rákoskeresztúr központjában számos házat elbontottak és helyükre hatalmas lakótelepeket húztak fel a budapestiek mellett a szegedi házgyár elemeiből, a csúszózsalus technológiával épült pontházakkal kiegészülve. 1971-1989 között több mint 8000 lakótelepi lakás épült a Pesti út környékén és a városközpontban a régi családi házak helyén, összesen négy ütemben. Rákoskeresztúrhoz tartozott 1950-ig Akadémiaújtelep, illetve az 1990-es években született Madárdomb területe is, melyek azóta önálló kerületrészekké nőtték ki magukat.
2010-2011 között mintegy 1,6 milliárd forintból elbontották a Pesti út és a Ferihegyi út sarkán 1969-ben épűlt, majd 1977-ben kibővített BKV buszpályaudvart és környezetét. A helyén pedig kialakították a Fő teret, „Rákosmente főterét”.
Szintén 2010-ben kezdődött meg Rákoskeresztúr és az Örs vezér tere közt egy buszfolyosó kiépítése, ami a BKV, illetve az erre közlekedő különböző Volánbusz járatok számára biztosítanak gyorsabb haladást az M2-es metróvonal Örs vezér téri végállomása felé. Utóbbi beruházás még befejezetlen, csupán szakaszosan készült el.

## Fekvése
Budapest XVII. kerületének központja a Rákosmező néven ismert területen fekszik, a Pesti út (a 31-es főút fővároson belüli szakasza) mentén. Északon a Rákos-patak (közvetve Rákosliget és Régiakadémiatelep), nyugatról Akadémiaújtelep és Madárdomb, délről Rákoshegy, keletről pedig Rákoscsaba határolja.
Ismert elnevezésével ellentétben a Rákoskeresztúri Új köztemető (avagy Rákoskeresztúri sírkert) nem Rákoskeresztúrhoz, hanem teljes egészében Budapest X. kerületéhez tartozik.

## Részei
A mai Rákoskeresztúr részei az Ófalu, mely az eredeti falu helyét jelöli, illetve az Újlak és a  Kis utcai lakótelep, melyek a település növekedését, terjeszkedését jelölik. Az önálló Rákoskeresztúrhoz tartozott a mai Régiakadémiatelep, illetve az Akadémiaújtelep és a Madárdomb területe is. Utóbbi kettő már Nagy-Budapest létrejötte után született és nőtte ki magát önálló városrésszé.

## Közlekedés

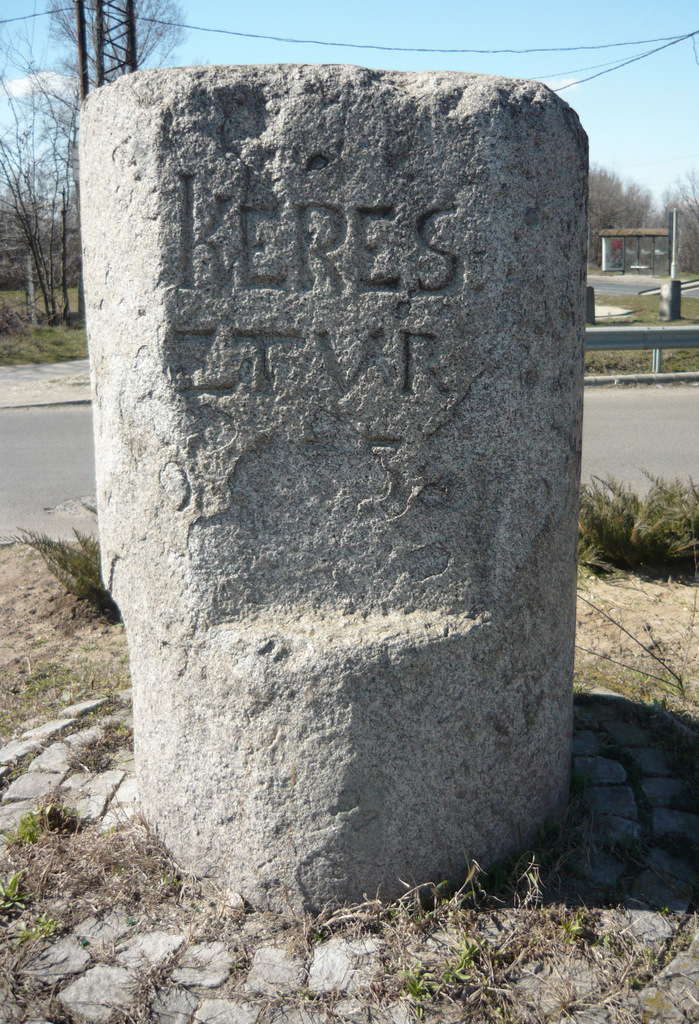
Rákoskeresztúr és Pest határköve 1738-ból a mai Akadémiaújtelepen

### Gépjárművel
A Jászberényi út–Pesti út útvonal a kerület(rész) legfontosabb útvonala, ami 31-es főút néven folytatja útját a városhatáron túl. A belváros felől a Kerepesi út-Keresztúri út-Pesti út vonalán is el lehet elérni. Pécel felől a Péceli út, Ecser felől a Pesti út vezet oda.
Rákoskeresztúr az M0 körgyűrű 2008-ban átadott keleti szakaszán is megközelíthető, a 49-es kilométernél lévő csomópontnál kihajtva. Ennek átadása nagy mértékben enyhített a szuburbanizáció egyik mellékhatásaként hétköznapokon gyakran előforduló torlódásokon. A hivatásforgalom jellegéből adódóan csúcsidőben reggel befelé, délután pedig kifelé irányban jelentkeznek.

### Közösségi közlekedés

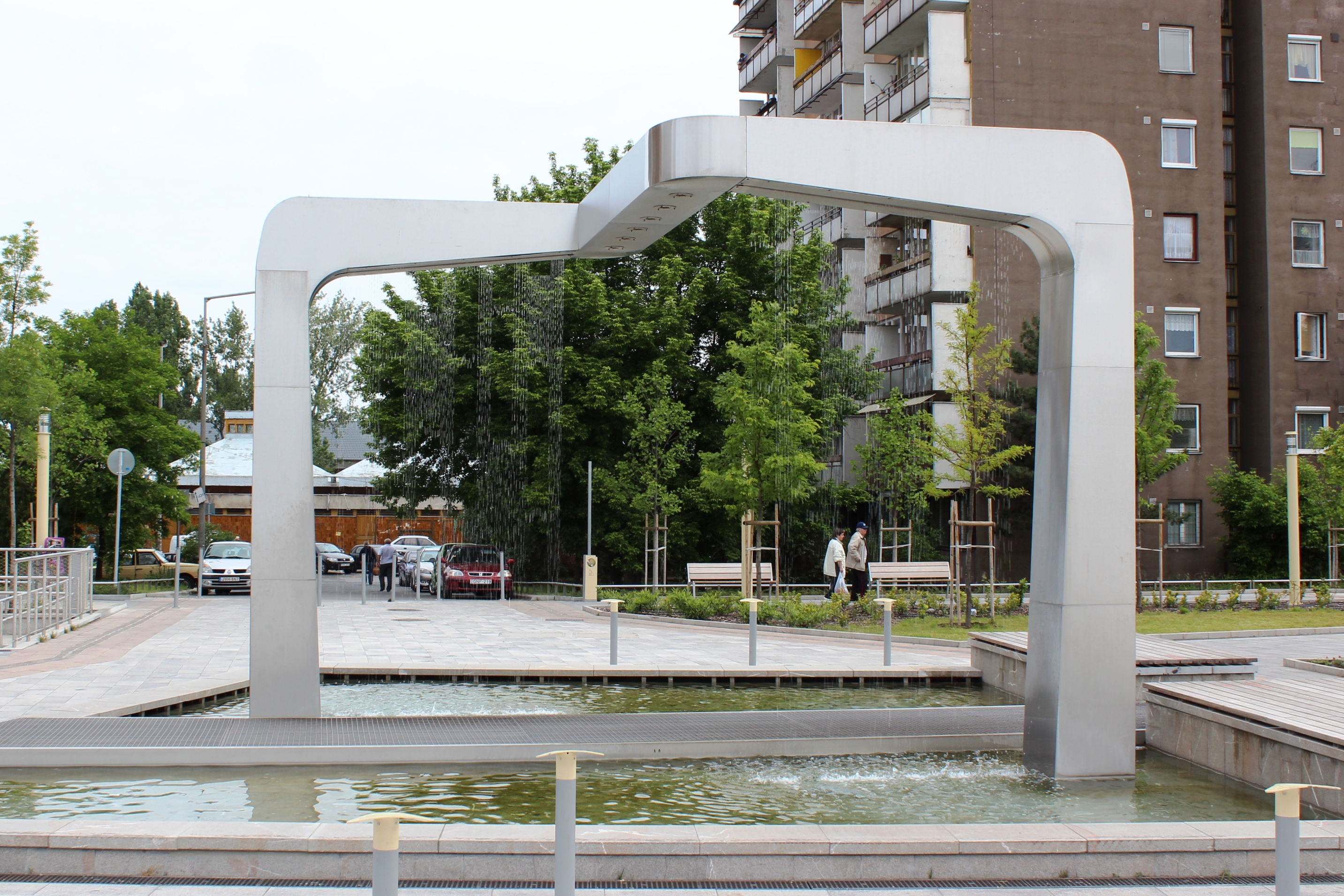
A fényjátékra és különleges alakzatok megformálására is képes vízfüggöny-szökőkút-kapu

Rákoskeresztúrt tömegközlekedéssel csak buszon lehet elérni. A kerület központja a Fő tér, amely 18 km távolságra helyezkedik el a Belvárostól. A Fő tér (régi becenevén elág, vagy elágazás, a BKV jelzésein Rákoskeresztúr városközpont) az átszervezések előtt több buszjárat végállomásaként funkcionált. Központja egyúttal a kerület fontos csomópontja. A 2008-as és 2009-es nagy járatátszervezések előtt is rendelkezett közvetlen buszkapcsolattal mind az M2-es (Örs vezér tere), mind az M3-as metróhoz (Kőbánya-Kispest). Az átszervezésekkel messze Rákosmente nyerte a legtöbbet, a helyi buszkapacitás összességében mintegy 9%-kal nőtt, Rákoskeresztúrral együtt a többi kerületrész buszközlekedése is jelentősen javult. Rákoskeresztúr-Városközpont és az Örs vezér tere között 2010 nyarán megkezdődött egy buszkorridor kiépítése, melyhez 900 milliós uniós támogatást nyert a Fővárosi Önkormányzat.
A 2008-as és 2009-es BKV átszervezés folytán a felesleges átszállási kényszer feloldásával a buszpályaudvar szinte teljesen megszűnt, helyén az önkormányzat tervei alapján a kerületrész főtere került kialakításra, neve is Fő tér lett. A buszok ennek a térnek a Pesti úti oldalán gyakorlatilag teljes hosszában, illetve az átellenes oldalon állnak meg egy hosszú megállóban. A kerületen áthaladó, vagy itt közlekedő járatok nagy része megáll a Fő téren (Rákoskeresztúr városközpont) is, szám szerint a 46-os, 97E, 98-as, 146-os, 146A, 161-es, 161A, 161E, 162-es, 169E, 198-as, 202E és a 262-es jelzésű buszok. Az éjszakai járatok közül a 956-os és a 990-es busz áll meg Rákoskeresztúron, míg a 980-as és a 998-as és 998B buszoknak itt van a végállomása a városközpontban, a Fő téren.
A városrész két szélén halad a forgalmas Budapest–Sátoraljaújhely-vasútvonal és Budapest–Újszász–Szolnok-vasútvonal. Ezeken a Rákoskeresztúrhoz legközelebbi megálló Rákosligeten van (Rákosliget megállóhely) a Budapest–Sátoraljaújhely-vasútvonalon. Szintén ezen a vonalon üzemelt egy Rákoskeresztúr nevű megálló is a központtól távol, a vasútvonal és a Cinkotai út kereszteződésénél, de azt az 1990-es évek elején megszüntették, így azóta nem állnak ott meg vonatok.
Már az M2-es metró építésekor felvetették, hogy a metró elmehetne egészen Rákoskeresztúr városközpontig, de a tervből sem akkor, sem azóta nem lett semmi. Az ötlet ennek ellenére mind a mai napig rendszeresen előkerül a fővárosi tömegközlekedés közép- illetve hosszútávú fejlesztési koncepcióiban, akárcsak a gödöllői HÉV vonalából egy esetleges szárnyvonal kiépítése is.

## Látnivalók

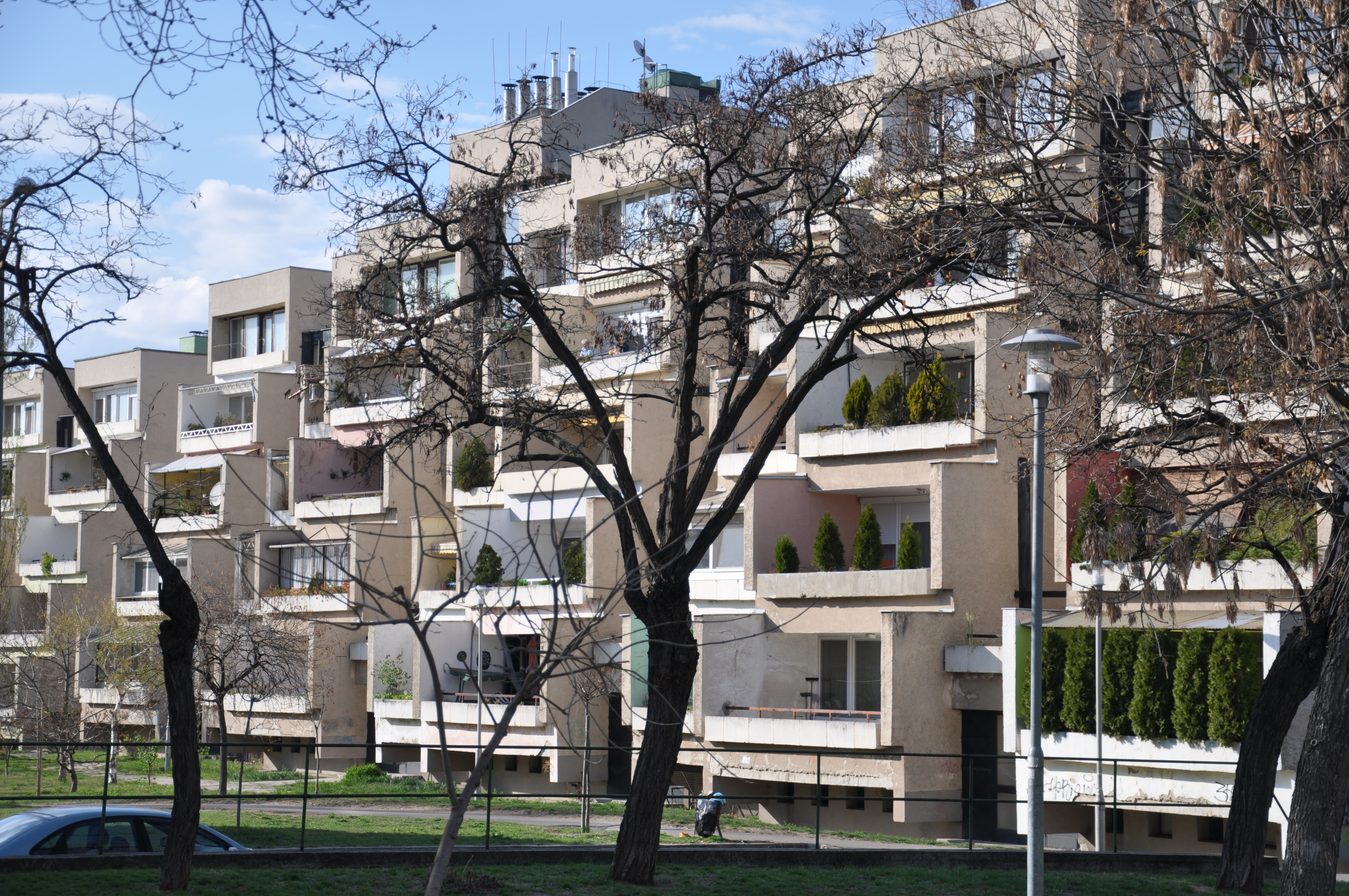
Vedres György tervei alapján kohósalak blokkokból épült teraszos lakóépületek az Akácvirág utcában

- Bulyovszky Gyula szülőháza (épült 1820 körül)
- Fő tér
- Podmaniczky–Vigyázó-kastély
- Evangélikus templom
- Református templom
- Szent Kereszt római katolikus templom (oltára Hild Józseftől, eredetileg a Belvárosi plébániatemplomban volt)
- Népkert, benne Budapest első köztéri Trianon-emlékműve[9]
- Rákoskeresztúri izraelita temető
- Vigyázó kripta maradványai
- Szent Kereszt tér